# Ausbildungspanzerzug
Der Ausbildungspanzerzug (polnisch: Szkolny Pociąg Pancerny) war ein polnischer Panzerzug für Schulungszwecke aus der Zeit des Zweiten Weltkrieges von 1939.

## Geschichte
Vom 1. bis zum 4. September 1939 wurde der Ausbildungspanzerzug in der Garnison Niepołomice bei der 2. Panzerzugdivision aufgestellt. Gemäß dem Mobilisierungsplan W sollte er Teil des Panzerzug Ersatzzentrums Nummer 1 in Niepołomice werden. Er sollte, den bereits an der Front im Einsatz befindlichen Übungszug ersetzen.

### Lokomotive
Die Dampflokomotive war eine Preußische G 5.3. Hergestellt wurde diese Dampflokomotive 1904 in den Werkstätten der Berliner Maschinenbau AG mit der Werksnummer 3384/1904. Bei den Preußischen Staatseisenbahnen wurde sie mit dem Namen Essen 4052 geführt. Nach dem Ersten Weltkrieg ging sie an Polen und führte bis 1926 die Bezeichnung Ti3-14. Mit der Gründung der polnischen Staatsbahn wurde sie als PKP Ti3-14 geführt. Diese Dampflokomotive wurde in polnischen Werkstätten voll gepanzert.
Am. 5. September 1939 wurde eine weitere, ungepanzerte Dampflokomotive dem Ausbildungspanzerzug hinzugefügt. Um was für eine es sich dabei handelt, kann nicht nachvollzogen werden.

### Artilleriewagen

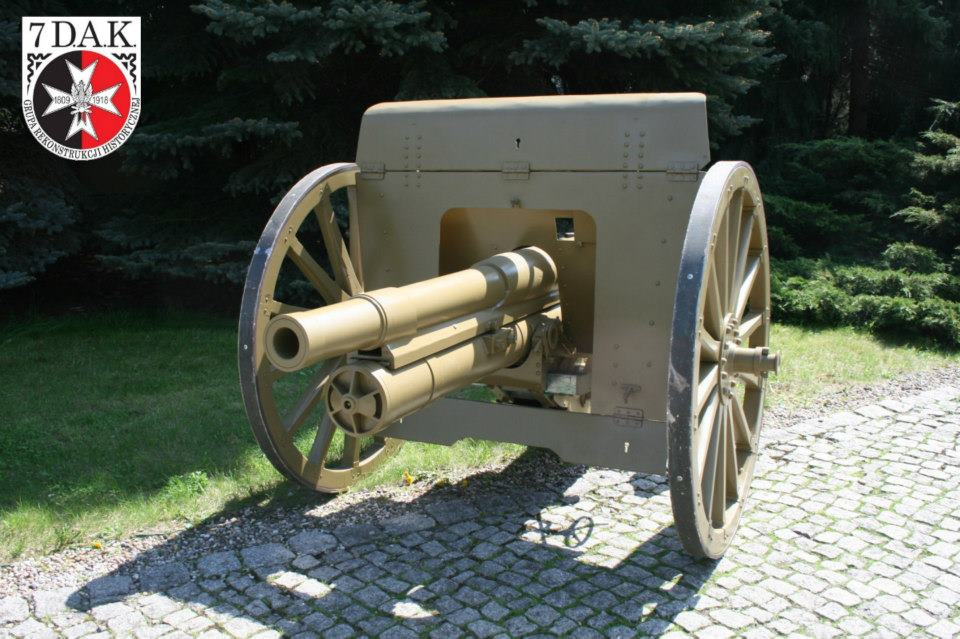
Nachbau einer 7,5-cm-Kanone wz. 02/26

Der Ausbildungspanzerzug verfügte über zwei alte zweiachsige Artilleriewagen. Beide waren mit je einer 7,5-cm-Kanone wz. 02/26 in einem drehbaren Turm und einem Maschinengewehr ausgerüstet. Die Seriennummern der Wagen lauteten 398 624 und 398 625.
Weiterhin gab es einen dritten Artilleriewagen mit einer 10-cm-Haubitze 1914/19A. Der Wagen war ein zweiachsiger Flachwagen vom Typ Warschau und führte die Seriennummer 630 727.

### Sturmwagen
Weiterhin verfügte der Ausbildungspanzerzug über zwei Sturmwagen für die Infanterie. Diese waren mit Berthier-Gewehren und Handgranaten ausgerüstet und sollten den Zug vor Infanterie schützen oder selber kleinere Angriffe durchführen. Die Wagen waren gedeckte Güterwagen aus Holz, welche mit Sandsäcken ausgekleidet und weiteren Holzbrettern verstärkt wurden. Einer dieser Wagen verfügte über einen kleinen Beobachtungsturm und führte die Seriennummer 430 043.

### Abstoßwagen
Der Ausbildungspanzerzug verfügte am vorderen Ende über einen alten Flachwagen, welcher als Abstoßwagen genutzt wurde.

## Einsatz
Bereits am Tag der Indienststellung, dem 4. September 1939, erging ein Rückzugsbefehl an den Ausbildungspanzerzug. Dieser sollte sich, da sich die Krakauer Armee seit dem 2. September nach und nach zurückzog, ebenfalls bis nach Tanobrzeg ausweichen. Mit dem Erreichen von Podłęże am 5. September wurde der Panzerzug um eine weitere, ungepanzerte Dampflokomotive erweitert. Von Podłęże fuhr der Panzerzug weiter nach Osten über die Orte Bochnia, Brzesko und Tarnów nach Dębica. Am 8. September erreichte er das Ziel, den Bahnhof Tanobrzeg. Dort angekommen wurde Kontakt mit dem dortigen Kommandeur aufgenommen, jedoch gab es keine Befehle für den Panzerzug. Am Abend des gleichen Tages verließ der Panzerzug Tanobrzeg und fuhr über die Orte Rozwadów, Nisko, Leżajsk und Przeworsk nach Jarosław.
Da die deutsche Luftwaffe Gebiete im Raum Nisko, Leżajsk und Przeworsk bombardierte, musste das Zugpersonal mehrere beschädigte Gleise reparieren. Am 10. September 1939 hielt der Panzerzug fünf Kilometer von der Ortschaft Jarosław an. Eine Weiterfahrt war durch blockierte und zerbombte Wracks nicht möglich. Um 10 Uhr Morgens des gleichen Tages tauchten auf der Straße südlich der Gleise deutsche Panzer auf. Nach einigen Manövern und Korrekturen brachte sich der Panzerzug in eine günstigere Position und begann mit dem Beschuss der feindlichen Panzer. Ein Panzer erhielt einen Volltreffer und brannte aus. Vier weitere wurden beschädigt und wichen aus. Durch den Beschuss gab der Panzerzug seine Position preis und die deutschen bemerkten, dass dieser Panzerzug zu allen Seiten blockiert war. Um 12:30 Uhr begann die deutsche Artillerie mit dem Beschuss des Panzerzuges. Nach mehreren Volltreffern bootete die Besatzung des Panzerzuges aus, nachdem sie auf Befehl des Kommandanten die Waffen, Munition und die Panzerzuglokomotive unbrauchbar gemacht wurden.

## Gliederung
Die Gliederung befasst sich nur mit dem festen Stammpersonal und den Ausbildern des Panzerzuges und des Draisinenzuges.

### Ausbildungspanzerzug
| Ausbildungspanzerzug           | Ausbildungspanzerzug                                     | Ausbildungspanzerzug                                     | Ausbildungspanzerzug                          | Ausbildungspanzerzug |
| Spezifikation                  | Rang                                                     | Ausrüstung                                               | Bewaffnung                                    |                      |
| Zugführer                      | Zugführer                                                | Zugführer                                                | Zugführer                                     |                      |
| ------------------------------ | -------------------------------------------------------- | -------------------------------------------------------- | --------------------------------------------- | -------------------- |
| Zugführer                      | Hauptmann bis Major                                      |                                                          |                                               |                      |
| Ordonnanz                      | Schütze                                                  |                                                          | 1× Dolch                                      |                      |
| Kradmelder                     | Oberschütze                                              | Motorrad mit Anhänger                                    | 1× Karabiner mit Bajonett                     |                      |
| Unterstützungspersonal         |                                                          |                                                          |                                               |                      |
| Panzerzugfeldwebel             | Oberfeldwebel                                            |                                                          | 1× Pistole 1× Dolch                           |                      |
| Waffenmeister                  | Feldwebel                                                |                                                          | 1× Pistole 1× Dolch                           |                      |
| Waffenschmied                  | Zugunteroffizier                                         |                                                          | 1× Pistole 1× Dolch                           |                      |
| Wirtschaftsunteroffizier       | Zugunteroffizier                                         |                                                          | 1× Pistole 1× Dolch                           |                      |
| Materialunteroffizier          | Zugunteroffizier                                         |                                                          | 1× Pistole 1× Dolch                           |                      |
| Wartungstrupp                  |                                                          |                                                          |                                               |                      |
| Schlosser                      | 1× Feldwebel 1× Korporal                                 |                                                          | je 1× Pistole                                 |                      |
| Kraftfahrer                    | 1× Oberfeldwebel 1× Feldwebel                            | je 1× C4P                                                | je 1× Karabiner mit Bajonett                  |                      |
| Lokführer                      | Feldwebel                                                | Panzerzuglokomotive                                      | 1× Pistole 1× Dolch                           |                      |
| Heizer                         | 1× Zugunteroffizier 1× Oberschütze                       |                                                          | je 1× Pistole je 1× Dolch                     |                      |
| Schaffner                      | Korporal                                                 | 12× Güterwagen 1× Flachwagen 1× Kohlewagen               | 1× Pistole 1× Dolch                           |                      |
| Ausbildungstrupp               |                                                          |                                                          |                                               |                      |
| Zugführer                      | Hauptmann                                                |                                                          |                                               |                      |
| Ausbilder                      | 2× Leutnant                                              |                                                          |                                               |                      |
| Ordonnanz                      | 3× Schütze                                               |                                                          | je 1× Dolch                                   |                      |
| Kradmelder                     | Oberschütze                                              | Motorrad mit Anhänger                                    | 1× Karabiner mit Bajonett                     |                      |
| Materialverantwortlich         | 1× Fähnrich 1× Feldwebel 1× Zugunteroffizier 1× Korporal |                                                          | je 1× Artilleriekanone je 1× Dolch            |                      |
| Funktrupp                      |                                                          |                                                          |                                               |                      |
| Zugführer                      | Leutnant                                                 |                                                          |                                               |                      |
| Ordonnanz                      | Schütze                                                  |                                                          | 1× Dolch                                      |                      |
| stellvertretender Zugführer    | Fähnrich                                                 |                                                          | 1× Pistole 1× Dolch                           |                      |
| Ausbilder RKD                  | 1× Zugunteroffizier 1× Korporal                          | Funkgerät RKD                                            | je 1× Pistole je 1× Dolch                     |                      |
| Ausbilder RKB                  | 2× Oberschütze 4× Schütze                                | Funkgerät RKB                                            | je 1× Karabiner mit Bajonett                  |                      |
| Hilfsausbilder                 | 2× Schütze                                               |                                                          | je 1× Karabiner mit Bajonett                  |                      |
| Artillerietrupp                |                                                          |                                                          |                                               |                      |
| Zugführer                      | Leutnant                                                 |                                                          |                                               |                      |
| Ordonnanz                      | Schütze                                                  |                                                          | 1× Dolch                                      |                      |
| Kradmelder                     | Oberschütze                                              | Motorrad mit Anhänger                                    | 1× Karabiner mit Bajonett                     |                      |
| stellvertretender Zugführer    | Oberfeldwebel                                            |                                                          | 1× Pistole 1× Dolch                           |                      |
| Lokführer                      | Feldwebel                                                | Panzerzuglokomotive                                      | 1× Pistole 1× Dolch                           |                      |
| Heizer                         | 1× Zugunteroffizier                                      |                                                          | 1× Pistole 1× Dolch                           |                      |
| Materialunteroffizier          | Korporal                                                 | 2× Artilleriewagen 1× Sturmwagen 1× Maschinengewehrwagen | 1× Pistole 1× Dolch                           |                      |
| Ausbilder Maschinengewehrwagen | 1× Zugunteroffizier 1× Korporal                          |                                                          | 4× Ckm wz. 08 je 1× Pistole je 1× Dolch       |                      |
| Ausbilder Artilleriewagen 1    | 2× Oberschütze                                           |                                                          | 2× 100-mm-Kanone je 2× Karabiner mit Bajonett |                      |
| Ausbilder Artilleriewagen 2    | 2× Oberschütze                                           |                                                          | 2× 75-mm-Kanone je 1× Karabiner mit Bajonett  |                      |
| Ausbilder Sturmwagen           | 6× Schütze                                               |                                                          | 4× Ckm wz. 08 je 1× Karabiner mit Bajonett    |                      |
| Sturmtrupp                     |                                                          |                                                          |                                               |                      |
| Zugführer                      | Leutnant                                                 |                                                          |                                               |                      |
| Ordonnanz                      | Schütze                                                  |                                                          | 1× Dolch                                      |                      |
| Kradmelder                     | Oberschütze                                              | Motorrad mit Anhänger                                    | 1× Karabiner mit Bajonett                     |                      |
| stellvertretender Zugführer    | Oberfeldwebel                                            |                                                          | 1× Pistole 1× Dolch                           |                      |
| Ausbilder                      | 2× Zugunteroffizier                                      |                                                          | je 1× Pistole je 1× Dolch                     |                      |
| Ausbilder Pioniere             | 2× Korporal 1× Oberschütze                               |                                                          | je 1× Karabiner mit Bajonett                  |                      |
| Ausbilder Maschinengewehr      | 2× Oberschütze                                           |                                                          | 2× r.k.m wz. 28 je 1× Pistole je 1× Dolch     |                      |
| Hilfsausbilder                 | 4× Schütze                                               |                                                          | je 1× Karabiner mit Bajonett                  |                      |

### Ausbildungs-Draisinenzug
| Ausbildungs-Draisinenzug    | Ausbildungs-Draisinenzug                     | Ausbildungs-Draisinenzug | Ausbildungs-Draisinenzug     | Ausbildungs-Draisinenzug |
| Spezifikation               | Rang                                         | Ausrüstung               | Bewaffnung                   |                          |
| Zugführer                   | Zugführer                                    | Zugführer                | Zugführer                    |                          |
| --------------------------- | -------------------------------------------- | ------------------------ | ---------------------------- | ------------------------ |
| Zugführer                   | Leutnant                                     |                          |                              |                          |
| Ordonnanz                   | Schütze                                      |                          | 1× Dolch                     |                          |
| Kradmelder                  | Oberschütze                                  | Motorrad mit Anhänger    | 1× Karabiner mit Bajonett    |                          |
| stellvertretender Zugführer | Oberfeldwebel                                |                          | 1× Pistole 1× Dolch          |                          |
| Ausbilder                   | 1× Feldwebel 1× Zugunteroffizier 4× Korporal |                          | je 1× Karabiner mit Bajonett |                          |
| Ausbilder FT-17             | 2× Oberschütze                               | 2× Draisine mit FT-17    | je 1× Pistole 1× Dolch       |                          |
| Ausbilder TK                | 2× Oberschütze 2× Schütze                    | 4× Draisine mit TK       | je 1× Pistole 1× Dolch       |                          |
| Ausbilder Krad              | 2× Schütze                                   | 2× Motorrad mit Anhänger | je 1× Karabiner mit Bajonett |                          |
| Ausbilder Lkw               | 2× Schütze                                   | 2× C4P                   | je 1× Karabiner mit Bajonett |                          |

## Zugpersonal
- Zugkommandant Hauptmann Franciszek Pietrzak[2]
- stellvertretender Zugkommandant Leutnant der Reserve Michał Gawroński[3]

## Zugzusammensetzung
Die genaue Wagenreihung des Ausbildungspanzerzuges kann nicht aufgeführt werden. Im nachfolgenden werden die Wagen ohne Reihenfolge genannt.
- Abstoßwagen
- Artilleriewagen (Seriennummer: 398 624)
- Artilleriewagen (Seriennummer: 398 625)
- Artilleriewagen (Seriennummer: 630 727)
- Sturmwagen mit Beobachtungsturm (Seriennummer: 430 043)
- Sturmwagen
- Panzerzuglokomotive Ti3-14
- Dampflokomotive